# Miria
Miria is een gemeente (commune) in de regio Sikasso in Mali. De gemeente telt 10.000 inwoners (2009).